# Piercarlo Grimaldi
Piercarlo Grimaldi (Cossano Belbo, 26 luglio 1945) è un antropologo italiano.

## Biografia
Piercarlo Grimaldi è stato professore ordinario presso l'Università degli Studi di scienze gastronomiche di Pollenzo-Bra, dove ha insegnato Antropologia culturale e Antropologia e memoria. Dall'ottobre 2011 a settembre 2017 ha ricoperto altresì la carica di rettore dello stesso ateneo.
Ha insegnato Antropologia culturale, Etnografia, Etnologia e Storia delle tradizioni popolari presso l'Università degli Studi di Torino e, successivamente, presso l'Università degli Studi del Piemonte Orientale.
È direttore dal 1993 della collana Documenti e ricerche di etnologia europea, pubblicata dalla casa editrice Omega di Torino, dove ha tra l'altro curato la riedizione di testi classici dell'etnografia piemontese quali quelli di Estella Canziani, Costantino Nigra, Giuseppe Cesare Pola-Falletti Villafalletto e Agostino Barolo.
Insieme a Carlo Petrini e a Davide Porporato ha costituito i cosiddetti Granai della memoria", progetto scientifico e didattico di archiviazione multimediale di storie di vita dalle vallate alpine alle colline di Langa, ispirato al suo maestro Nuto Revelli.
Il suo nome compare fra i testimoni qualificati incontrati da Paolo Rumiz nel corso del suo itinerario lungo il Po compiuto nel 2012, i cui esiti sono narrati nel libro di viaggio Morimondo (Feltrinelli, 2013). La ricerca etnografica ed antropologica lungo l'asta del fiume Po ha visto lungamente impegnato Piercarlo Grimaldi, come documentato dal volume Cibo e rito (2012) e da una vasta raccolta di testimonianze video, da lui raccolte nel 2007 in occasione del cinquantesimo anniversario del Viaggio lungo la Valle del Po: alla ricerca dei cibi genuini di Mario Soldati. Gli esiti di tale ricerca sono stati divulgati dal programma televisivo Il tempo e la storia nel corso della puntata andata in onda il 9 ottobre 2015.
In occasione del suo settantesimo compleanno, nel luglio 2015, è stato pubblicato un corposo Festschrift in suo onore dal titolo Sentieri della memoria, in cui diversi soggetti tra colleghi, amici ed allievi si sono confrontati con il lavoro di ricerca antropologica condotto da Piercarlo Grimaldi nel corso della sua carriera accademica.

## Interessi di ricerca
Studioso di tradizioni popolari, nonché della complessità della società contemporanea, i suoi principali interessi di ricerca sono:
- studi e ricerche riguardanti il calendario alimentare della tradizione;
- analisi di feste e cerimonie che scandiscono il tempo della tradizione;
- studio della documentazione visiva e in particolare dell'impiego scientifico del mezzo cinematografico nella ricerca antropologica;
- osservazione, schedatura, archiviazione in banche dati ed analisi di strutture rituali;
- progettazione musei sulle forme e le pratiche della festa e sui processi produttivi tradizionali;
- progettazione e costituzione di atlanti e mappe informatizzate dei dati etnografici.

## Opere principali
- Il calendario rituale contadino. Il tempo della festa e del lavoro fra tradizione e complessità sociale, Milano, Angeli, 1993.
- Tempi grassi, tempi magri. Percorsi etnografici, Torino, Omega, 1996.
- Rivoltare il tempo. Percorsi di etno-antropologia, a cura di Piercarlo Grimaldi, Milano, Guerini e Associati, Centro Studi Cesare Pavese, 1997.
- Bestie, santi, divinità. Maschere animali dell'Europa tradizionale, a cura di Piercarlo Grimaldi, Torino, Museo Nazionale della Montagna, 2003.
- Il teatro della vita. Le feste tradizionali in Piemonte, a cura di Piercarlo Grimaldi e Luciano Nattino, Torino, Omega, 2009.
- Costantino Nigra etnologo. Le opere e i giorni, a cura di Piercarlo Grimaldi e Gianpaolo Fassino, Torino, Omega, 2011.
- Cibo e rito. Il gesto e la parola nell'alimentazione tradizionale Archiviato il 20 febbraio 2017 in Internet Archive., Sellerio, Palermo, 2012.
- Un certo sguardo. Elementi di ricerca sul campo: il caso della Baìo di Sampeyre, a cura di Piercarlo Grimaldi, Bra, Slow Food; Pollenzo-Bra, Università degli Studi di Scienze Gastronomiche, 2012.
- Grimaldi Piercarlo, Porporato Davide, Granai della memoria. Manuale di umanità 2.0, Bra-Pollenzo, Università degli Studi di Scienze Gastronomiche, 2012.
- Laudatio per Ermanno Olmi, Bra, Slow Food, Pollenzo-Bra, Università degli Studi di Scienze Gastronomiche, 2014.